# Zygmunt Napoleon Rzewuski
Zygmunt Napoleon Rzewuski herbu Krzywda (ur. 1843 w Kozłowie, zm. 1897 w Stryju) – szlachcic, inżynier, uczestnik powstania styczniowego.
Syn Napoleona oraz Henryki z Suchodolskich. Ukończył gimnazjum w Kielcach. Początkowo studiował w Instytucie Agronomicznym, by w 1862 wstąpić do Instytutu Politechnicznego i Rolniczo-Leśnego w Puławach. Walczył w powstaniu styczniowym, w toku którego awansował do rangi podkapitana. Po upadku powstania, w maju 1864 przedostał się do Galicji a następnie do Paryża, gdzie podjął edukację. Po powrocie z emigracji zamieszkał w Stryju, gdzie pełnił funkcje inżyniera rady powiatowej oraz wiceprezesa lokalnego Towarzystwa Zaliczkowego.
W 1882 wydał Wspomnienia obozowe z r. 1863 i 1864.
Na kanwie wspomnień Zygmunta Napoleona Rzewuskiego w 2021 powstała powieść Tułacze losy. W 2022 w Kozłowie odsłonięto tablicę poświęconą jego pamięci.